# Огнёвки настоящие
Огнёвки (лат. Pyralidae) — семейство мелких бабочек из отряда чешуекрылых (Lepidoptera), включает в себя около 6200 видов. Наиболее крупные виды огнёвок российской фауны достигают 45 мм в размахе крыльев, каковы например Scirpophaga alba Crm. и Chilo phragmitellus Hübn., а некоторые тропические представители той же группы Chilonidae — до 85 мм.

## Описание

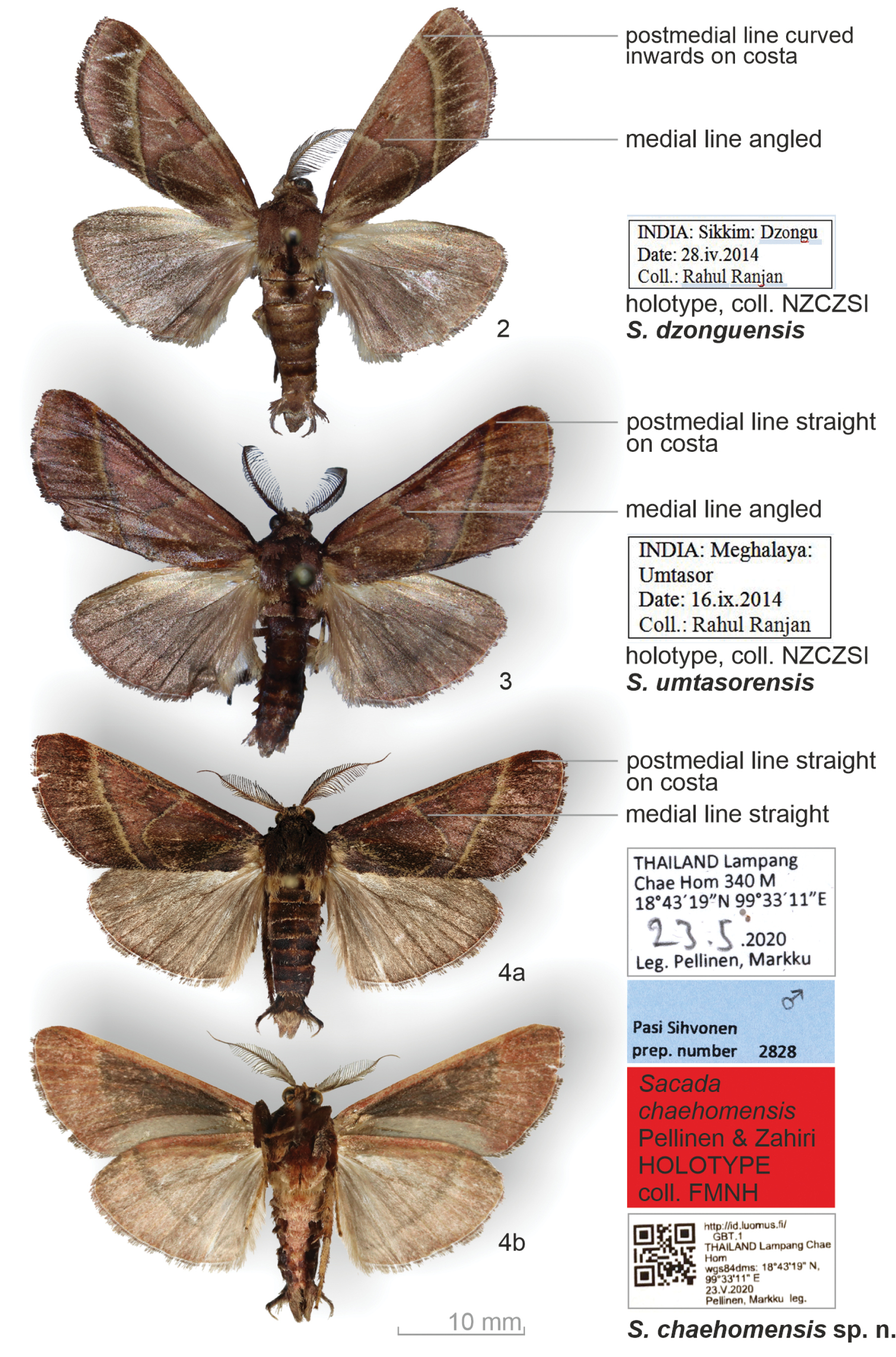
Виды рода Sacada

Простые глазки есть, усики самок нитевидные, у самцов часто с ресничками или пиловидные; хоботок роговой, хорошо развитый (иногда короткий или совсем отсутствует). Губные щупальца 3-членистые, сильно выдаются вперёд, наподобие клюва, у Hydrocampidae более развиты челюстные щупальца. Крылья в покое сложены крышеобразно или горизонтально. Передние узкие, удлинённые, округло-треугольные, с неразделённой срединной ячейкой и с 11—12, реже с 9—10 жилками, между 5-й и 6-й имеется значительный промежуток; задние крылья широкие, закруглённые, с защепкой, с короткой бахромкой, с тремя внутрикрайними жилками и, кроме того, с жилками; 7-я и костальная (8-я) жилки иногда сливаются. У самок некоторых Drocampidae крылья зачаточные (Acentropas).
Большая часть огнёвок принадлежит к числу бабочек, летающих по вечерам или ночью; окрашены в серый и тёмные цвета, но некоторые, как например Pyrausta purpuralis L., летают днём и отличаются яркой окраской; представители рода Hercyna и Orenaia живут высоко в горах, попадаясь даже на снегу.

## Гусеница

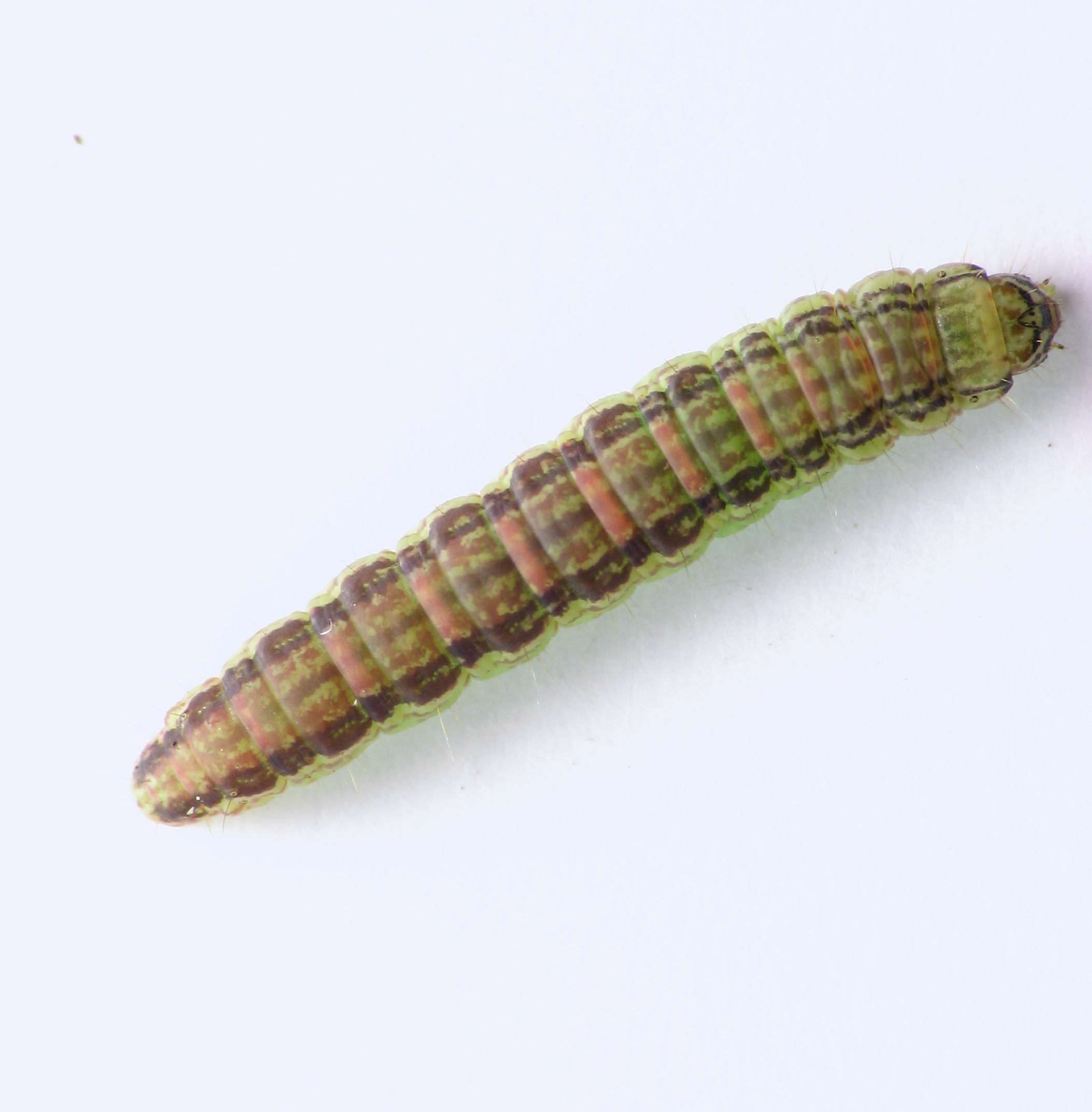
Sciota uvinella

Гусеницы 16-, реже 14-ногие, с маленькой роговой, блестящей головкой и такими же затылочными и хвостовыми щитками; тело суживается к обоим концам, кожа гладкая, почти голая, с тёмными точками — бородавочками, расположенными на каждом членике в виде трапеции, и на каждой из них тонкий короткий волосок. Окукливаются в полупрозрачных коконах на поверхности почвы или в паутинке на листьях. Гусеницы большей частью питаются листьями трав и деревьев, причём нередко, подобно листовёрткам, свёртывают листья паутиной в кучки или трубочки, внутри которых и прячутся. Во мху и лишайниках, особенно на камнях и стенах, живут гусеницы Scoparia mercurialis L; в земле, между корнями злаков, в особых паутинных ходах Crambus pratellus и др., также Pempelia semirabella Scop. и Nomophila hybridalis Hbn.; последняя встречается, кроме Европы, в Индии и в обеих Америках. На цветах живут в паутинных мешочках, объедая лепестки: Anania fuscalis Schiff. — на луговой чине (Lathyrus pratensis), Cledeobia angustalis Schiff. и Pempelia semirabella Scop. — на лядвенце рогатом, Etiella zinckenella Tr. — в стручках бобовых. В стеблях конопли и других возделываемых растений живут гусеницы Botynubibalis Hbn.; представители группы Chilonidae развиваются в стеблях преимущественно водяных растений, таковы Schoenobins gigantellus W.V., гусеничка которого живёт сначала в молодых побегах Arundo phragmites; подросши, она отгрызает, заключающую её выеденную часть побега, плотно закупоривает оба открытые конца и падает с этим футляром в воду, которая приносит её к новому стеблю; тогда гусеница открывает лодочку, всползает на стебель и, вточившись в него, выедает его сердцевину до корней и окукливается в стебле.
Особенный интерес по образу жизни представляют водяные огнёвки группы Hydrocampidae, каковы: Paraponyx stratiotaltus L. — гусеница живёт открыто в воде, питаясь листьями телореза, роголистника и других водных растений; дыхательные отверстия её (стигматы) окружены особыми валиками, которые не допускают непосредственного соприкосновения их с водой; кроме того, для дыхания имеются на теле многочисленные жаберные отростки; бабочки — с зачаточным хоботком. Гусеница Cataclysta lemnata] L. питается корешками ряски и держит при этом своё тело в плотном чехле, который наполнен воздухом; окукливается в коконе, один конец которого выдаётся над водой; Acentropus niveus Ol. — самка бескрылая, плавает в воде, гусеница также имеет жаберные отростки. В отрубях и муке живут Asopia costalis Fbr. и farinalis L.; в сенной трухе и в складах сушёных фруктов живут разные виды Ephestia, например мельничная огнёвка. Наконец, веществами животного происхождения питаются огнёвки родов Aglossa и Asopia, а также почти все представители группы Galleridae. Гусеница Aglossa cuprealis Hb. встречается в высохших трупах животных, где питается сухой кожей и связками, но попадается и в отрубях. Из группы Galleridae несколько видов живут полупаразитно в гнёздах пчёл, шмелей и ос; так гусеницы Melissoblaptes anellus Schiff. питаются бумаговидной массой, из которой сделаны соты обыкновенных ос; Aphomia sociella L. живёт за счёт гнёзд шмелей, но в домах питается бумагой старых книг, в гербариях и т. п.
Хлебные посевы повреждают так называемые яровые черви, то есть гусеницы огнёвок: Anerastia lotella Hbn., Orobena stramentalis Hbn. и Crambus sp., нападающие на яровые всходы пшеницы, ячменя и других злаков. Orobena frumentalis L. питается озимыми посевами весной; в стебле пшеницы живёт гусеница Crambus fascilinellus Hbn. В стеблях проса, конопли, хмеля и кукурузы (а также и в початках последней) живёт гусеница Botys nubilalis Hbn. (Botys silacealis Hbn.), причиняющая у нас местами очень значительные опустошения. Стебли и листья кукурузы объедает снаружи в течение мая гусеница Botys ruralis Scop., — зелёная, с очень мелкими волосистыми бородавочками и буровато-зелёной головкой, бабочка до 18 мм в размахе, соломенно-жёлтая, блестящая, крылья у бахромки буро-серые, с такими же поперечными полосками и пятнами, летает в июне и в июле. В цветоложе подсолнечника живёт гусеница Homoeosoma nebulella W. V., выедающая его цветы и семена. Стручки рапса выедают гусеницы Orobena extimalis Scop. (margaritalis Tr.), нападающая также на редьку и др. капустные. На посевы свеклы, табака, а также растениями картофеля, питаются гусеницы луговой огнёвки или метлицы — Eurycreon sticticalis L..

## Жизненный цикл
Бабочки летают в мае и в июне, а в южной России и 3-й раз — в августе; кладут по 2—3 яйца сразу (всего одна самка до 100 яиц), на нижнюю сторону листьев разных полевых и культурных растений. Через неделю вылупляются гусеницы; они питаются листьями разных растений, исключая злаки, от 2 до 4 недель, после чего многолетнее поколение окукливается в цилиндрических, до 2 1/2 см, коконах, в верхнем слое почвы. Куколка светло-бурая до 16 мм длиной, брюшко кончается широкой закруглённой пластинкой, по бокам которой торчат по 4 щетинки. Массовое размножение луговой огнёвки наблюдалось у нас неоднократно как в средней, так и в южной России и совпадало большей частью с дождливыми годами. Особенно крупные опустошения производили они на свекловичных плантациях, прекращая совершенно рост свекловицы; в приволжских губерниях они уничтожали баштаны и всю огородную растительность на протяжении десятков вёрст. Огородному хозяйству существенно вредят ещё: вышеупомянутый рапсовый мотылёк, гусеницы которого выедают семена редьки, также морковная огнёвка — Eurycreon palealis Schiff. — бабочка до 30 мм в размахе, передние крылья бледного зеленовато-жёлтого цвета, с тёмными жилками по краям, задние крылья белые; гусеничка желтовато-белая, с чёрными бородавками и головкой и светло-серыми полосками; живёт в августе в паутинном мешочке среди зонтика моркови и других зонтичных, питаясь незрелыми семенами, на зиму коконируются в земле, окукливается в мае. Листья капусты объедают в мае и в июне гусеницы Pionea forficalis L., до 20 мм длиной, желтовато-зелёная с тёмными продольными полосками и светло-бурой головкой; в конце июня коконируются и окукливаются в земле (куколка буровато-оранжевая, на заднем конце тупая, до 11 мм длиной); в августе летает осеннее, особенно вредное поколение бабочек, кладущее яйца и на капусту; в течение осени развивается второе поколение гусениц, которое коконируется на зиму и окукливается весной, давая первое, весеннее, поколение бабочек; нападают также на хрен и свекловицу. В садоводстве вредны Zophodia convalutella Hbn., гусеницы которой выедают ягоды смородины и крыжовника. Acrobasis obtusella Hbn. — грушевая огнёвка — бабочка до 20 мм в размахе, серая, с пятью поперечными белыми ломанными линиями на передних крыльях; гусеница до 12 мм длиной, в молодости серая с чёрной головкой и затылочными щитками, позднее вся светло-зелёная. Ранней весной гусеницы объедают распускающиеся листья груши, стягивая их паутинками и свёртывая в трубочки; объедают также и цветы.

## Некоторые виды

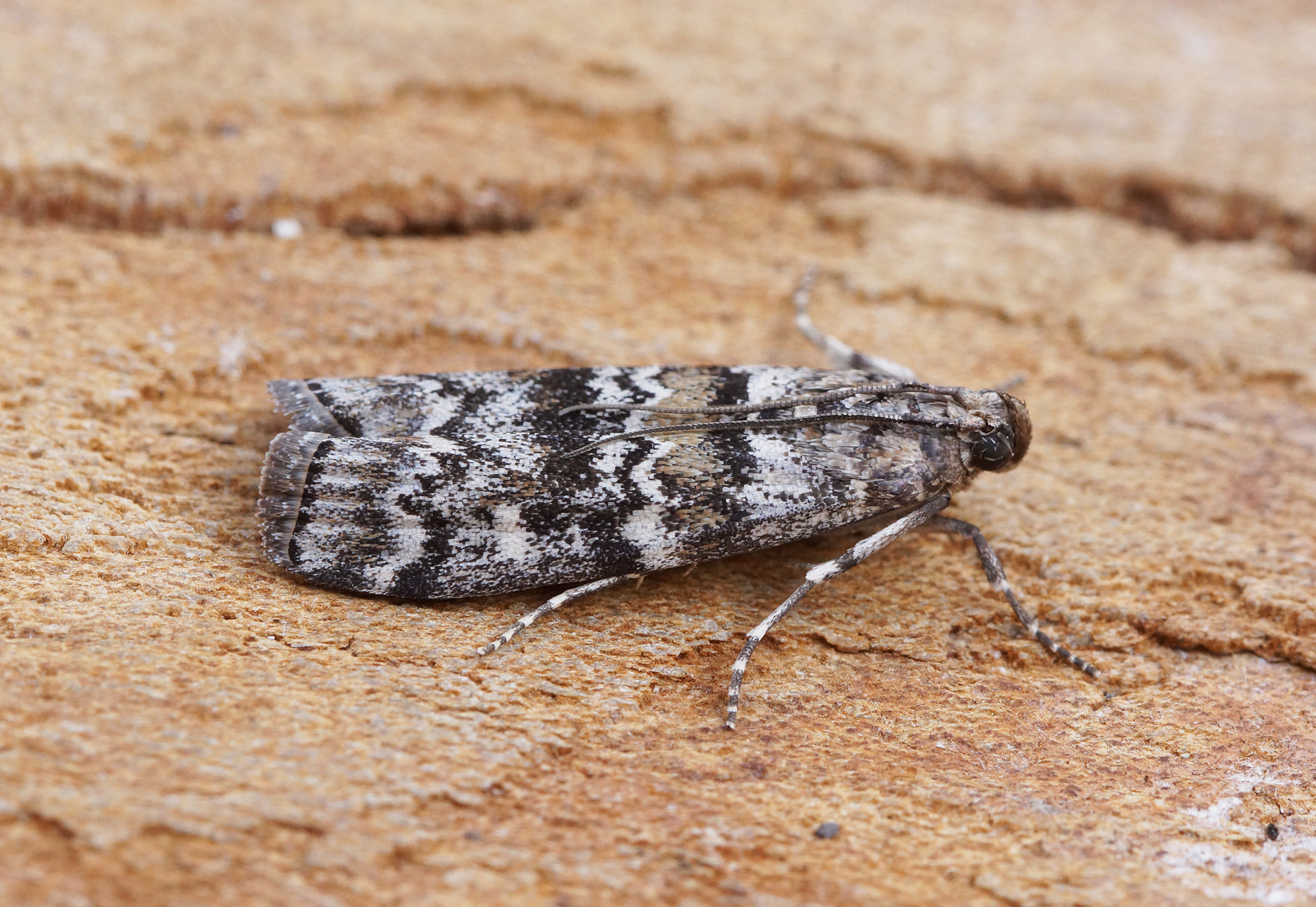
Dioryctria abietella

В лесоводстве имеют значение: огнёвка еловых шишек — Dioryctrica abieteila W. V. (sylverstrella Rtz.), бабочка до 30 мм в размахе, серая, передние крылья с тёмными и белыми поперечными, зубчатыми полосками и с белым пятнышком около середины; гусеница до 20 мм длиной, грязно-красноватая, с бурыми головкой и затылочным щитком и с тёмными продолговатыми полосками на спине и на боках. В конце июня и в июле бабочка кладёт яйца на шишки ели; гусеницы кормятся незрелыми семенами и чешуйками. К концу лета шишки в повреждённых местах буреют, в сентябре опадают, гусеницы выходят из них и на зиму коконируются в почвенном покрове, окукливаясь весной. Реже встречаются в шишках сосны; наконец развиваются также в галлах, производимых хермесами (Chermes) на ели и в болезненных утолщениях коры от грибка Pieridermium pini corticola, на сосне — в мутовках. Последние описываются как особая разновидность — sylvestrella Rtzb., или splendidella Hr. Sch.; окукливаются они в коре. В шишках пихты живёт Stenoptycha terebrella Zck., изредка попадается и предыдущая; чаще же здесь поселяются похожие на них гусеницы Retinia (Побеговьюн). В коре молодых ясеней развивается Zinkiella pinguis Hw.; гусеницы питаются слоями луба и заболони. Наконец, семена белой акации (Robiniapseudoacacia) выедает гусеница Etiella Zinkenella Tr., распространённая почти по всем лесничествам южной России, в иные годы повсеместно уничтожающая урожай; тоже мало изучена. В пчеловодстве обращают на себя внимание мотыли и клочень — гусеницы Galleria mellonella L. (cereana L.) и Achroe agrisella Fbr. (alvearia L.).

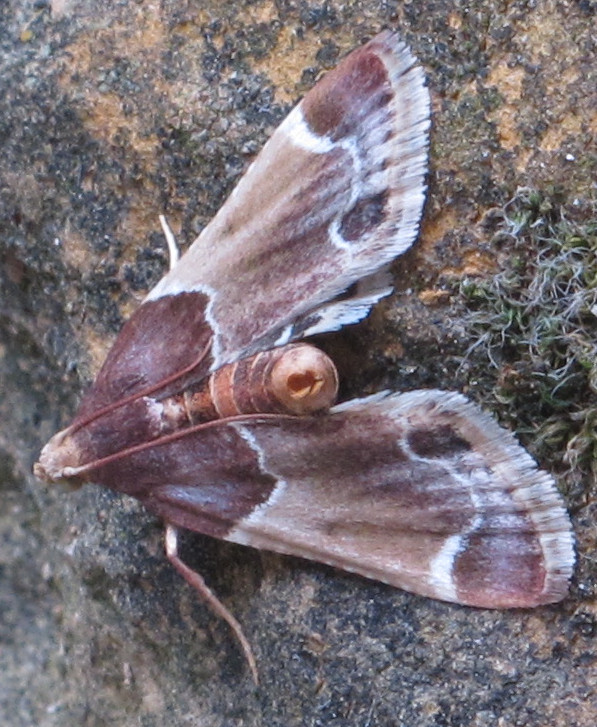
Мучная огнёвка

В домашнем хозяйстве наиболее известны: мучная огнёвка — Asopia farinalis L., в размахе до 27 мм, фиолетово-бурая, с охряно—жёлтой головкой; передние крылья близ середины охряно-жёлтые, с двумя поперечными белыми линиями, из которых задняя сильно извилиста; обе продолжаются и на задние крылья; 4-я и 5-я жилки начинаются общим стебельком; у оторочки все крылья белые, с тёмными пятнышками; задние крылья серые, 8-я жилка их свободная. Гусеница жёлтая, к обоим концам сероватая, с красно-бурой головкой и щитками затылочным и хвостовым. Живёт в запасах мучнистых веществ, даёт два поколения в год, окукливается в мае, лёт в июне и в июле; попадается не только в Европе и Азии, но в Северной Америке, Бразилии, Африке и на островах Таити. Совместно с ней живёт и другой вид Asopia costalis Fbr. В запасах жирных веществ, например сала и масла, обыкновенно встречается Aglossa pinguinalis L. — самка до 4 см в размахе, самец — до 2 1/2; без хоботка, губные щупальца — выдающиеся, последний членик их голый, челюстные — нитевидные; блестящего, буро-серого цвета, передние крылья с двумя чёрными зубчатыми полосками, с внешних сторон желтоватыми и с тёмным пятном посередине, задние крылья светло-серые. Гусеница до 28 мм длиной, 16-ногая, грязновато-бурая, головка и затылочный щиток красновато-бурые; по бокам тела выдаётся глубокая складка кожи, в которой скрыты дыхательные отверстия. Питаются жиром, кожей, помётом голубей, трупами; этих же гусениц находили в рвоте людей, которыми они очевидно были проглочены с пищей. Бабочки летают с конца июня до августа. В складах семян чаще всего сосновых, но также в сушенных фруктах и сенной трухе заводятся гусеницы Ephestia elutella Hbn.; бабочка до 17 мм в размахе, на передних крыльях вместо 7-й, 8-й и 9-й жилок имеется только одна, сливаются также 4-я и 5-я жилки на всех крыльях, а 7-я и 8-я на задних; передние крылья буровато-серые, у внутреннего края красноватые, с двумя светло-серыми, слабо извилистыми поперечными полосками и малозаметными срединными точками; задние крылья светло-серые, у самцов почти белые. Гусеница до 11 мм длиной, желтовато-белая, с жёлто-бурой головкой и затылочным щитком и с рядами таких же бородавочек вдоль спины; хвостовой щиток более тёмный. Лёт бабочек в июле. Гусеницы особенно вредны в зернохранилищах, где выедают семена.